# Metoda Feulgena
Metoda Feulgena – metoda pozwalająca na selektywne barwienie DNA lub materiału chromosomowego. Oparta na kwasowej hydrolizie DNA, które barwi się na czerwono. W określonych warunkach, może być wykorzystywana do kolorymetrycznego zwykle półilościowego (możliwe jest też ilościowe) oznaczania DNA w tkankach. Została wynaleziona przez Roberta Feulgena.
Reakcja przebiega w dwóch etapach. Najpierw badaną próbkę poddaje się działaniu HCl przez 8–10 min. w podwyższonej temperaturze. Następnie natychmiast traktuje się ją odczynnikiem Schiffa w temperaturze pokojowej przez co najmniej 30 min., aż do momentu gdy tkanka nabierze purpurowego zabarwienia. Dalej materiał jest ugniatany w obecności acetoorceiny. Barwienie jest trwałe i preparat można przechowywać w obniżonej temperaturze, jakkolwiek zalecane jest wykonywanie analizy zaraz po barwieniu.
Kwasowa hydroliza pozwala usunąć zasady purynowe z DNA powodując odsłonięcie grup aldehydowych, które mogą wówczas reagować z odczynnikiem Schiffa, w wyniku czego pojawia się purpurowe zabarwienie. Jeśli aldehydy w próbie pochodzą wyłącznie z DNA, wtedy możliwe jest jego oznaczenie ilościowe. RNA nie ulega hydrolizie, dzięki czemu metoda Feulgena jest DNA-selektywna. 